# Svetambara
Svetambra (sanskrit śvetāmbara ”vitklädd”) är en av två huvudsakliga riktningar inom jainismen,  den andra är digambara.
Svetambara, beskriver munkarnas och nunnornas bruk att bära vita kläder och ibland vit mask för ansiktet. Detta skiljer dem från digambara ”himmelsklädd”, vars asketiska utövare går nakna.
Det finns flera ”stigar” (sanskrit panthan) av svetambara, några av de största är:
- Sthanakavasi som bildades på 1400-talet
- Terapanth som bildades på 1700-talet
- Murtipujaka (”idoldyrkare”)[1]